# Lula (Włochy)
Lula – miejscowość i gmina we Włoszech, w regionie Sardynia, w prowincji Nuoro. Graniczy z Bitti, Dorgali, Galtellì, Irgoli, Loculi, Lodè, Onanì, Orune i Siniscola.
Według danych na rok 2004 gminę zamieszkuje 1651 osób, 11,2 os./km².